# علامة الشراع في الصدر
علامة الشراع هي علامة شعاعية يمكن أن تظهر من خلال تصوير الصدر بالأشعة السينية وتدل على انخماص الفص الأسفل للرئة اليمنى.
قد تكون علامة الشراع طبيعية عند الأطفال لأنها خيال للغدة الزعترية.
ظهور علامة الشراع الزعترية يحدث بسبب ارتفاع فصور الغدة الزعترية في حالات استرواح المنصف.